# Фенш, Григорий Андреевич
Григорий Андреевич Фенш (1789—1867) — русский военный и государственный деятель британского происхождения, генерал-майор Свиты (1831), генерал-лейтенант (1835; в 1842 году переименован в тайные советники) и сенатор.

## Биография
Родился в семье британца Эндрю Феншоу (англ. Fenshaw; 1756—1828), который в 1785 году поступил на русскую службу. В Росси он стал называться Андреем Семёновичем Феншем и дослужился до чина генерала от инфантерии.
Его сын, Григорий Андреевич, по некоторым данным успел послужить какое-то время в британской армии, где имел чин энсина (подпоручика). Однако, уже в 1807 году (в 18 лет) был принят в русскую службу с чином прапорщика и с назначением в свиту Его Величества по квартирмейстерской части (учреждение, являвшееся предшественником Генерального штаба). В том же году участвовал волонтёром в Русско-турецкой войне.
Пробыв, по болезни, год в отставке, Фенш в 1811 году был снова принят на службу — теперь в Лейб-гвардии Семёновский полк. Числясь по полку, состоял адъютантом, и в этом качестве принял участие во всех основных сражениях войны 1812 года. При Бородине был контужен обломком ядра в шею, участвовал также в ряде других сражений, за отличия в ходе войны был награждён золотой шпагой с надписью «За Храбрость» и орденом святого Владимира 4 степени.
В 1813 году, в ходе Заграничных походов, Фенш участвовал в сражениях при Лютцене, при Бауцене и под Кульмом, в последнем сражении был ранен пулей навылет в правую руку; за храбрость был награжден орденом Святой Анны 2 степени с алмазными знаками и прусским орденом Железного (Кульмского) креста.
После сражения под Кульмом Фенш должен был на две недели оставить свой полк для излечения ран, после чего непосредственно в полк уже не вернулся, а вместо этого был назначен адъютантом к великому князю Константину Павловичу. В кампанию 1814 года Фенш, находясь при цесаревиче, вступил в пределы Франции, участвовал в сражениях при Бриенне и при Фер-Шампенуазе, после чего в свите Константина с союзными войсками вступил в Париж.
Когда, после окончания Наполеоновских войн, великий князь Константин был назначен наместником Царства Польского, Фенш отправился в Польшу вместе с ним и прибыл туда осенью 1814 года. Именно с Польшей была связана практически вся дальнейшая служба Фенша. В 1826 году, всё еще находясь в Польше, при Константине, он был произведен в генерал-майоры.
Когда в 1830 году вспыхнуло Польское восстание, Фенш участвовал в Гроховском сражении против повстанцев, а затем сопровождал великого князя в Россию, и находился при нём вплоть до его смерти от холеры в следующем году. В 1831 году Фенш в награду за свою преданность Константину был назначен и свиту Его Величества и награжден орденом святой Анны 1 степени однако на новом месте не прижился и не пользовался доверием Николая I. В 1835 году Фенш был повышен до генерал-лейтенанта с повелением состоять по армии (то есть, не получил никакой должности), а в 1841 году был уволен в отставку с мундиром и пенсией.
Впрочем, уже в 1842 году Фенш снова был принят на службу, теперь на гражданскую, переименован в тайные советники (чин того же класса Табели о рангах, что и генерал-лейтенант), назначен сенатором и отправлен обратно в Польшу для работы в варшавских департаментах Правительствующего сената. В 1843 году Фенш был назначен членом комитета для составления свода законов Царства Польского; в 1850—56 годах снова был сенатором варшавских департаментов, а в 1856 году был назначен членом Совета Правительственной комиссии Царства Польского. На этой должности Фенш состоял вплоть до 1867 года, после чего вышел в отставку с сохранением звания сенатора. Скончался в том же году.

## Некоторые награды
- Российские:
- Золотая шпага с надписью «За Храбрость»
- Орден Святого Владимира IV степени
- Орден Святой Анны II степени
- Орден Святой Анны I степени
- Иностранные:
- Пруссия: Кульмский крест